# Cardamine sphenophylla
Cardamine sphenophylla är en korsblommig växtart som beskrevs av Boris Alexandrovich Jurtzev. Cardamine sphenophylla ingår i släktet bräsmor, och familjen korsblommiga växter. Inga underarter finns listade i Catalogue of Life.